# Mario D'Agostini
Mario D'Agostini (San Giorgio di Nogaro, 18 febbraio 1914 – Cirenaica, 15 giugno 1942) è stato un ufficiale e aviatore italiano, decorato con la Medaglia d'oro al valore militare alla memoria nel corso della seconda guerra mondiale. Inoltre è stato insignito di una Medaglia d'argento e una di bronzo al valor militare, la Croce di Cavaliere dell'Ordine della Corona d'Italia e la Croce di Ferro tedesca di seconda classe.

## Biografia
Nacque a San Giorgio di Nogaro, provincia di Udine, il 18 febbraio 1914. Si arruolò nella Regia Aeronautica, iniziando a frequentare nel 1935 la Regia Accademia Aeronautica di Caserta, Corso Pegaso. Conseguì il brevetto di pilota militare nel 1937, e l'anno successivo uscì dall'accademia con il grado di sottotenente in servizio permanente effettivo. Fu dapprima assegnato al reparto imbarcato sulla portaidrovolanti Giuseppe Miraglia, e successivamente alla 163ª Squadriglia Autonoma Caccia Terrestre di stanza sull'aeroporto di Rodi-Marizza, Mare Egeo, allora equipaggiata con velivoli da caccia Fiat C.R.32 e C.R.42 Falco. Promosso tenente, assunse il comando interinale della 162ª Squadriglia, sempre basata a Marizza ed equipaggiata con i C.R.42 Falco. Dopo l'entrata in guerra del Regno d'Italia partecipò a numerose azioni di scorta ai velivoli da bombardamento. Nel dicembre 1941 fu trasferito al 2º Stormo Caccia Terrestre operante in Tripolitania (Africa Settentrionale Italiana). 
Nominato capitano, venne posto al comando della 93ª Squadriglia dell'8º Gruppo che utilizzava i Aermacchi C.200 Saetta.
Rimase ucciso in combattimento durante l'attacco a Tobruk il 15 giugno 1942, e in seguito gli venne assegnata la Medaglia d'oro al valor militare alla memoria.

### Dediche e riconoscimenti
A lui è intitolato il 2º Stormo dell'Aeronautica Militare che oggi ha sede sull'aeroporto di Rivolto nel comune di Codroipo, in provincia di Udine.

### Fonti
1. 1 2 3  Ufficio Storico dell'Aeronautica Militare 1969, p. 156.
2. 1 2 3 4 5  Combattenti Liberazione.
3. ↑  Ufficio Storico dell'Aeronautica Militare 1977, p. 16.
4. ↑   La Seconda guerra mondiale, i caccia FIAT, su Aerei della Regia Aeronautica, http://www.finn.it. URL consultato il 18 agosto 2013 (archiviato dall'url originale il 28 maggio 2013).
5. ↑   D'AGOSTINI Mario, Medaglia d'oro al valor militare, su Il sito ufficiale del Presidente della Repubblica, http://www.quirinale.it/. URL consultato il 18 agosto 2013.
6. ↑  Bollettino Ufficiale 1943, dispensa 22, pag.1333.
7. ↑  Bollettino Ufficiale 1940, registrato alla Corte dei conti addì 6 maggio 1941, registro n.25 Aeronautica, foglio n.96.
8. ↑  Bollettino Ufficiale 1942, supplemento 8, registrato alla Corte dei conti addì 16 novembre 1942, registro n.10 Aeronautica, foglio n.357.